# Stazione di Perugia Silvestrini
Stazione di Perugia Silvestrini vasútállomás Olaszországban, Umbria régióban, Perugia településen.

## Vasútvonalak
Az állomást az alábbi vasútvonalak érintik:
- Foligno-Terontola-vasútvonal

## Kapcsolódó állomások
A vasútállomáshoz az alábbi állomások vannak a legközelebb: 
- Stazione di Ellera-Corciano
- Stazione di Perugia Capitini